# 한국한방고등학교
한국한방고등학교(韓國韓方高等學校)는 대한민국 전북특별자치도 진안군 진안읍 연장리에 있는 사립 고등학교이다.

## 학교 연혁
- 2009년 6월 29일 : 학교법인 자연학원 설립허가
- 2009년 9월 28일 : 한국한방고등학교 인가(총 6학급, 150명)
- 2009년 9월 28일 : 한국한방고등학교＂특성화 지정＂
- 2010년 3월 2일 : 제1회 입학식(한방자원과, 한방보건간호과 50명)
- 2013년 2월 7일 : 제1회 졸업식(한방자원과, 한방보건간호과 49명)
- 2019년 3월 1일 : 학과 개편(한방생명과학과, 보건간호과)
- 2023년 12월 29일 : 제12회 졸업식(한방생명과학과, 한방보건간호과 38명, 총인원 560명)
- 2024년 3월 1일 : 제15회 입학식(한방생명과학과, 보건간호과 40명)
- 2024년 9월 1일 : 제3대 이상훈 교장 취임

## 설치 학과
- 보건간호과
- 한방생명과학과

## 참고 자료
- 한국한방고등학교 - 한국교육학술정보원 학교알리미